# Asplenium cymbifolium
Asplenium cymbifolium är en svartbräkenväxtart som beskrevs av Christ. Asplenium cymbifolium ingår i släktet Asplenium och familjen Aspleniaceae. Inga underarter finns listade.